# Kostel svatého Mikuláše (Všebořice)
Kostel svatého Mikuláše byl postaven roku 1698 v tehdy ještě samostatné vesnici Všebořice. Rozkládá se v blízkosti ulic Pod vodojemem a Lipová. Je v majetku pravoslavné církve v českých zemích a na Slovensku. Bohoslužby se konají pravidelně v neděli. 

## Historie
Okolo kostela se nachází bývalý hřbitov s márnicí a s hřbitovní zdí. Roku 1702 byla vybudována brána. V 90. letech byl rekonstruován firmou, která si ho pronajímala jako své skladiště a nebyl využíván ke svému účelu. Od roku 2018 je užíván Pravoslavnou církevní obcí v Ústí nad Labem, která kostel postupně rekonstruuje a koná zde bohoslužby. Pravoslavným kostel věnovala Katolická církev. Je chráněn jako kulturní památka České republiky.